# 李暹 (唐朝)
李暹（8世纪—796年5月6日），唐朝皇子，是唐代宗李豫第十四子。他的生母不详。
生年不详，从异母兄李迥生年推断，当在750年之后。大历十年（775年），李暹被父亲唐代宗封为韶王，没有领节度使。唐德宗贞元十二年（796年）三月廿四，韶王李暹去世。有子晋昌郡王、鸿胪卿李詡。

## 延伸阅读
[在维基数据编辑]
 《舊唐書·卷116》，出自刘昫《舊唐書》